# Grand-gouvernement de Lorraine-et-Barrois
1766–1790
Entités précédentes :
- Duché de Lorraine
- Duché de Bar
- Trois-Évêchés

Entités suivantes :
- Meurthe
- Meuse
- Moselle
- Vosges

Le grand-gouvernement de Lorraine-et-Barrois est un gouvernement créé en 1766, lors de l'annexion du duché de Lorraine et du duché de Bar par le royaume de France.

## La dernière province de France
En 1766, consécutivement à la mort du roi et duc Stanislas Leszczyński, la Cour souveraine de Lorraine et Barrois créée en 1698 par le duc Léopold de Lorraine est abrogée et transformée en Grand-gouvernement de Lorraine-et-Barrois.
Ce Grand Gouvernement, gérait les territoires suivants :
- le duché de Lorraine et de Bar ;
- la province des Trois-Évêchés (province française de facto depuis 1552, fait entériné en 1648) ;
- le Luxembourg français (bailliage de Thionville, prévôté de Montmédy, etc) ;
- le duché de Carignan ;
- le pays de la Sarre ;
- le duché de Bouillon.

Il est à souligner que la province des Trois-Évêchés gardera une certaine indépendance à l'intérieur du grand-gouvernement, conservant ses propres gouverneurs et sa propre capitale, Metz, jusqu'en 1790.

## Création des départements lorrains

### Comparaison des territoires avec les départements actuels

Duché de Bar au XVIIIe siècle
Duché de Lorraine au XVIIIe siècle
Province des Trois-Évêchés au XVIIIe siècle

En 1790, ce grand-gouvernement correspondant presque à la région Lorraine donne naissance à cinq départements français :
- les Ardennes (pour la partie correspondante au duché de Carignan)
- la Meurthe ;
- la Meuse ;
- la Moselle ;
- les Vosges.

## Intégration desprinces possessionnés
En 1793 sont intégrées à ces départements les dernières enclaves non françaises :
- la principauté de Salm (Senones), intégrée aux Vosges ;
- le comté de Créhange, intégré à la Moselle ;
- le comté de Sarrewerden qui fut également intégré à la Moselle le 14 février 1793 puis transféré quelques mois plus tard au département du Bas-Rhin formant ainsi l'Alsace bossue.

En 1795, la seigneurie de Lixing est à son tour intégrée à la Moselle.

## Gouverneurs de la province de Lorraine et Barrois
- 1643 : Claude de Lenoncourt,  mort durant le siège de Thionville le 25 juillet 1643
- 1643 : Henri de La Ferté-Senneterre
- 1661 : restituée au duc Charles IV de Lorraine
- 1672 : Henri Louis d'Aloigny, mort le 22 mai 1676
- 1679 : François de Créquy
- 1687 : Louis-François de Boufflers
- 1694 : Guy Aldonce II de Durfort
- 1697 : restituée au duc Léopold Ier de Lorraine
- 1735 : Stanislas Leszczynski
- 1766 : André Hercule Marie Louis de Rosset de Rocozels de Fleury
- 1788 : Louis Georges Érasme de Contades